# 김유택 (정치인)
김유택(金裕澤, 1911년 4월 10일 ~ 1975년 6월 17일)은 대한민국의 정치인이다. 제13대 재무부장관을 지냈으며 제7대 국회의원이다. 본관은 청풍(淸風). 호는 소파(小坡).

## 생애
1911년 황해도 해주군(현 황해남도 해주시)에서 태어났다. 경성고등상업학교(현 서울대학교 경영대학 및 사회과학대학 경제학부), 규슈제국대학 법문학부를 졸업하였다.
이후 일제강점기 말기와 미군정기 상공은행 전무이사, 조선은행(현 한국은행) 이사 등을 역임하였다.
대한민국 정부 수립 후 이승만 정부 때 재무부 이재국장, 재무부차관, 한국은행 총재 등을 역임하였다. 
1958년 10월 11일, 주영대사에 임명, 11월 28일, 엘리자베스 2세에게 신임장을 제정하였다. 
1960년 후임 주영대사로 1961년 4월 1일, 김용식의 아그레망이 접수되어 7월 19일에 부임하였다.
1963년부터 1964년까지 부총리 겸 경제기획원장관을 역임하였다.
1967년 제7대 국회의원 선거에서 민주공화당 후보로 충청북도 제천군-단양군 선거구에 출마하여 당선되었다. 이후 민주공화당 당무위원으로 활동하였다.

## 역대 선거 결과
|  | 33.5% |

|  | 70.41% |